# Vector Linux
Vector Linux este o distribuție de Linux bazată pe Slackware.